# Cleveland Browns 1987
La stagione 1987 dei Cleveland Browns è stata la 38ª della franchigia nella National Football League.
Guidati da un'altra stagione da 3.000 yard di Bernie Kosar, i Browns vinsero il terzo titolo della AFC Central consecutivo. Nei divisional playoff, contro gli Indianapolis Colts al Municipal Stadium, i Browns vinsero per 38–21, qualificandosi per la seconda finale della AFC consecutiva. Per il secondo anno consecutivo, i Browns sfidarono i Denver Broncos per un posto nel Super Bowl XXII. I Browns all'inizio si trovarono in svantaggio al Mile High Stadium, con i Broncos nettamente in vantaggio alla fine del primo tempo. Tuttavia i Browns segnarono 30 punti nel secondo e percorsero il campo nel finale del quarto periodo con l'occasione di pareggiare la partita con un touchdown. Con 1:12 al termine della gara, al running back Earnest Byner fu strappato il pallone dal defensive back avversario Jeremiah Castille in una giocata passata alla storia come The Fumble. Denver fece esaurire il cronomentro e subì una safety intenzionale a 8 secondi dal termine, vincendo 38–33. Denver si qualificò Super Bowl per il secondo anno consecutivo a spese dei Browns.

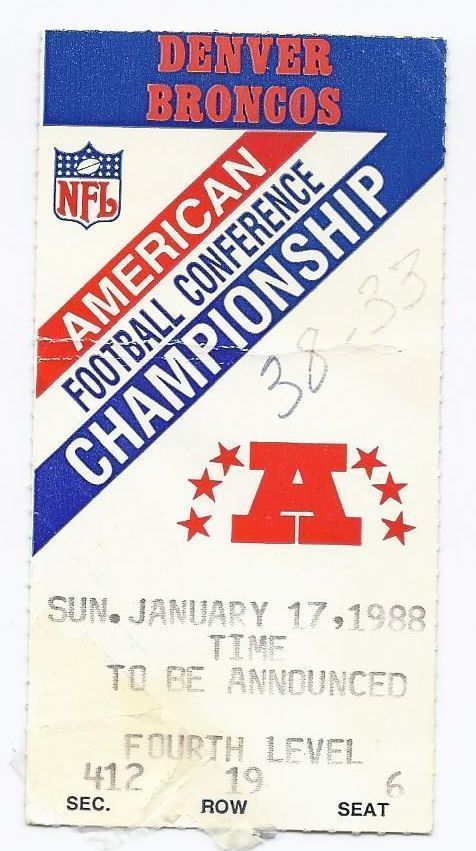
Un biglietto della finale della AFC tra Browns e Broncos

## Roster
| Roster dei Cleveland Browns nel 1987 |
| --- |
| Quarterback - 19 Bernie Kosar - 18 Gary Danielson - 10 Mike Pagel Running Back - 44 Earnest Byner - 28 Herman Fontenot - 42 Tim Manoa FB - 34 Kevin Mack - 38 George Swarn Wide Receiver - 86 Brian Brennan - 88 Reggie Langhorne - 89 Gerald McNeil - 84 Webster Slaughter - 85 Clarence Weathers - 83 Glen Young KR Tight End - 82 Ozzie Newsome - 81 Derek Tennell - 87 Travis Tucker Offensive Linemen - 61 Mike Baab C - 77 Rickey Bolden T - 74 Paul Farren LT - 69 Dan Fike RG - 65 Darryl Haley T - 73 Gregg Rakoczy C - 63 Cody Risien RT - 70 Larry Williams LG - 64 Frank Winters G Defensive Linemen - 60 Al Baker DE - 96 Reggie Camp DE - 91 Sam Clancy DE - 79 Bob Golic DT - 78 Carl Hairston DE - 95 Marlon Jones DE - 72 Dave Puzzuoli DT - 90 Darryl Sims DE Linebacker - 56 David Grayson OLB - 53 Anthony Griggs - 94 Rusty Guilbeau - 51 Eddie Johnson ILB - 59 Mike Johnson MLB - 57 Clay Matthews Jr. OLB - 52 Nick Miller - 50 Lucius Sanford Defensive Back - 36 Stephen Braggs - 29 Hanford Dixon CB - 24 Ray Ellis SS - 27 Al Gross SS - 23 Mark Harper CB - 31 Frank Minnifield CB - 37 Chris Rockins S - 22 Felix Wright FS Special Team - 9 Matt Bahr K - 8 Jeff Jaeger K - 11 Lee Johnson P - 5 George Winslow P Lista delle riserve - 54 Mike Junkin ILB (IR) - 66 Dave Sparenberg G (IR) |
| Legenda - I rookie sono in corsivo. - Il primo ruolo è il principale mentre gli eventuali successivi indicano i ruoli secondari. - (IR) sta per Injured Reserve ed indica la lista ristretta per un solo giocatore infortunato che può tornare ad allenarsi dopo la settimana 6 e a rientrare in prima squadra dopo che questa ha giocato 8 partite. - (NF-Inj.) / (NF-Ill.) stanno rispettivamente per Non-Football Injured e Non-Football Illness ed indicano le liste dove viene inserito un giocatore che ha un infortunio o una malattia non dipendente dal football americano. - (PUP) sta per Physically Unable to Perform ed indica la lista dove viene inserito un giocatore mentre è in attesa di recuperare la condizione fisica. Nella stagione regolare dopo la sesta partita giocata dalla propria squadra, il giocatore ha tempo tre settimane per riprendere ad allenarsi, più tre settimane aggiuntive dal suo rientro agli allenamenti per rientrare in prima squadra. |

## Calendario
A causa di uno sciopero dei giocatori si disputarono solo 15 partite e tre vennero giocate con giocatori di riserva.
| Stagione regolare |              |                         |            |        |                               |              |              |
| Turno             | Data         | Avversario              | Risultato  | Record | Stadio                        | Pubblico     | Sintesi      |
| 1                 | 13 settembre | at New Orleans Saints   | S 21–28    | 0–1    | Louisiana Superdome           | 59,900       | Recap        |
| 2                 | 20 settembre | Pittsburgh Steelers     | V 34–10    | 1–1    | Cleveland Municipal Stadium   | 79,543       | Recap        |
| 3                 | 28 settembre | Denver Broncos          | cancellata | 1–1    | Cleveland Municipal Stadium   | sciopero NFL | sciopero NFL |
| 4                 | 4 ottobre    | at New England Patriots | V 20–10    | 2–1    | Sullivan Stadium              | 14,830       | Recap        |
| 5                 | 11 ottobre   | Houston Oilers          | S 10–15    | 2–2    | Cleveland Municipal Stadium   | 38,927       | Recap        |
| 6                 | 18 ottobre   | at Cincinnati Bengals   | V 34–0     | 3–2    | Riverfront Stadium            | 40,179       | Recap        |
| 7                 | 26 ottobre   | Los Angeles Rams        | V 30–17    | 4–2    | Cleveland Municipal Stadium   | 76,933       | Recap        |
| 8                 | 1 novembre   | at San Diego Chargers   | S 24–27    | 4–3    | Jack Murphy Stadium           | 55,381       | Recap        |
| 9                 | 8 novembre   | Atlanta Falcons         | V 38–3     | 5–3    | Cleveland Municipal Stadium   | 71,135       | Recap        |
| 10                | 15 novembre  | Buffalo Bills           | V 27–21    | 6–3    | Cleveland Municipal Stadium   | 78,409       | Recap        |
| 11                | 22 novembre  | at Houston Oilers       | V 40–7     | 7–3    | Houston Astrodome             | 51,161       | Recap        |
| 12                | 29 novembre  | at San Francisco 49ers  | S 24–38    | 7–4    | Candlestick Park              | 60,248       | Recap        |
| 13                | 6 dicembre   | Indianapolis Colts      | S 7–9      | 7–5    | Cleveland Municipal Stadium   | 70,661       | Recap        |
| 14                | 13 dicembre  | Cincinnati Bengals      | V 38–24    | 8–5    | Cleveland Municipal Stadium   | 77,331       | Recap        |
| 15                | 20 dicembre  | at Los Angeles Raiders  | V 24–17    | 9–5    | Los Angeles Memorial Coliseum | 40,275       | Recap        |
| 16                | 26 dicembre  | at Pittsburgh Steelers  | V 19–13    | 10–5   | Three Rivers Stadium          | 56,394       | Recap        |

Note: gli avversari della propria division sono in grassetto.

### Playoff
| Playoff          |                 |                        |           |        |                             |          |         |
| Turno            | Data            | Avversario (seed)      | Risultato | Record | Stadio                      | Pubblico | Sintesi |
| Divisional       | 9 gennaio 1988  | Indianapolis Colts (3) | V 38–21   | 1–0    | Cleveland Municipal Stadium | 78,586   | Recap   |
| AFC Championship | 17 gennaio 1988 | at Denver Broncos (2)  | S 33–38   | 1–1    | Mile High Stadium           | 75,993   | Recap   |

## Classifiche
| AFC Central         |    |    |   |      |      |     |     |     |     |
|                     | V  | S  | P | %    | CONF | DIV | PF  | PS  | STR |
| Cleveland Browns(2) | 10 | 5  | 0 | .667 | 5–1  | 8–3 | 390 | 239 | V3  |
| Houston Oilers(4)   | 9  | 6  | 0 | .600 | 5–1  | 7–4 | 345 | 349 | V2  |
| Pittsburgh Steelers | 8  | 7  | 0 | .533 | 2–4  | 6–5 | 285 | 299 | S2  |
| Cincinnati Bengals  | 4  | 11 | 0 | .267 | 0–6  | 3–9 | 285 | 370 | S3  |